# Lienhardplatz

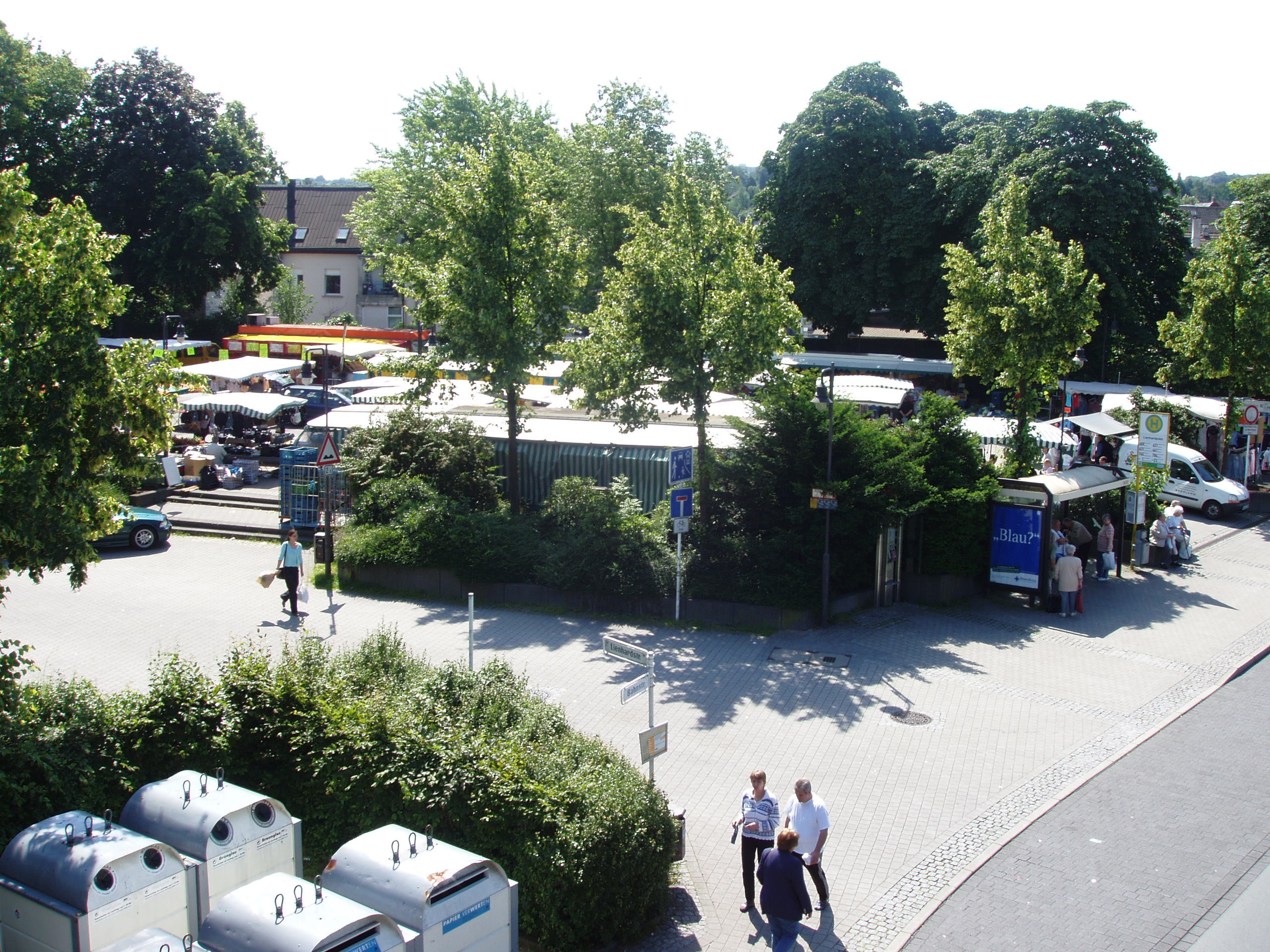
Wochenmarkt auf dem Lienhardplatz

Der Lienhardplatz ist ein innerstädtischer Markt- und Stadtplatz im Wuppertaler Stadtteil Vohwinkel, der einzige in diesem drittgrößten Stadtteil. Er wurde 1935 nach dem Schriftsteller Friedrich Lienhard (1865–1929) benannt. Davor wurde dem Platz zwischen 1895 und 1910 der Name Marktplatz gegeben.

## Beschreibung
Der 1894 gebaute Platz soll auf dem Gelände liegen, auf dem sich das Gut Vowynkele befunden hat – die Urzelle der ehemals eigenständige Stadt und des heutigen Stadtteils Vohwinkel. Nun liegt der Platz zwischen der Bahnstraße und der Kaiserstraße, die Lienhardstraße ist ein Teil des Platzes und wird auch als Parkplatz genutzt. Er liegt in der Nähe der Bahnstrecke Düsseldorf–Elberfeld und des Bahnhofs Vohwinkel. Nach dem Krieg war der Platz zwar ständig genutzt, war aber bis zu seiner Neugestaltung 1992/93 ziemlich verkommen. Seitdem präsentiert er sich mit neuem Pflaster und üppiger Bepflanzung.
Jährlich ist der Platz in den Vohwinkeler Flohmarkt eingebunden. Traditionell finden hier am Samstag vor dem Flohmarkt der „Vohwinkel-Tag“ und das Nachbarschaftsfest statt und gehen danach nahtlos in die Aufbauarbeiten zum Vohwinkeler Flohmarkt über.
Jeden Samstag und Dienstagvormittag gibt einen Wochenmarkt, auf dem Obst und Gemüse sowie andere Waren verkauft werden. Aber auch Kirmes und Weihnachtsmärkte werden hier abgehalten.

## Bauprojekt
Die Randbebauung des Platzes soll nach den Willen der Wuppertaler Verwaltung neu gestaltet werden, dazu haben sie schon im Frühjahr 2007 einen von zwei favorisierten Vorschlägen ausgesucht. Dieser Vorschlag eines sauerländischen Unternehmers sieht einen Wohn- und Geschäftshauskomplex mit Arztpraxen und kleineren Einzelhandelsflächen vor. Erste Planungen wurde von der Stadtverwaltung im Jahr 2002 vorgestellt.
Der andere Vorschlag eines Investors aus Wülfrath sah eine Shopping-Mall mit deutlich mehr Ladenfläche zu einer Wohnbebauung vor. Der unterlegene Investor ließ die Vergabe prüfen und in zweiter Instanz entschied das Düsseldorfer Oberlandesgerichts (OLG) am 13. Dezember 2007, dass die Ausschreibung europaweit hätte erfolgen müssen und wiederholt werden muss.